# Bloke község
Bloke (IPA: [ˈbloːkɛ], olaszul: Blocche IPA: [ˈblɔkke]) község Szlovénia Belső-Karszt régiójában. A 2002-es népszámlálás adatai szerint a lakosság 97,1% szlovén anyanyelvű, 1% pedig horvát.

## Népesség
| Lakosok száma | 1601 | 1563 | 1580 | 1590 | 1582 | 1518 | 1541 | 1529 | 1567 | 1603 |
|               | 2008 | 2009 | 2011 | 2012 | 2013 | 2015 | 2016 | 2017 | 2019 | 2020 |

## Települések
Andrejčje, Benete, Bočkovo, Fara, Glina, Godičevo, Gradiško, Hiteno, Hribarjevo, Hudi Vrh, Jeršanovo, Kramplje, Lahovo, Lepi Vrh, Lovranovo, Malni, Metulje, Mramorovo pri Lužarjih, Mramorovo pri Pajkovem, Nemška vas na Blokah, Nova Vas, Ograda, Polšeče, Radlek, Ravne na Blokah, Ravnik, Rožanče, Runarsko, Sleme, Strmca, Studenec na Blokah, Studeno na Blokah, Sveta Trojica, Sveti Duh, Škrabče, Škufče, Štorovo, Topol, Ulaka, Velike Bloke, Veliki Vrh, Volčje, Zakraj, Zales, Zavrh